# Haraholmen
Haraholmen is een onbewoond rond eiland in de Zweedse Kalixrivier. De rivier stroomt hier door het Morjärvträsket. Het eiland heeft geen oeververbinding. Het heeft een oppervlakte van nog geen hectare.